# Buxières-les-Mines
Buxières-les-Mines är en kommun i departementet Allier i regionen Auvergne-Rhône-Alpes i de centrala delarna av Frankrike. Kommunen ligger  i kantonen Bourbon-l'Archambault som ligger i arrondissementet Moulins. År 2022 hade Buxières-les-Mines 1 001 invånare.

## Befolkningsutveckling
Antalet invånare i kommunen Buxières-les-Mines
Referens: INSEE